# Tomen y Clawdd
Tomen y Clawdd är ett slott i Storbritannien.   Det ligger i kommunen Rhondda Cynon Taf och riksdelen Wales, i den södra delen av landet, 220 km väster om huvudstaden London. Tomen y Clawdd ligger 108 meter över havet.
Terrängen runt Tomen y Clawdd är kuperad åt nordost, men åt sydväst är den platt. Terrängen runt Tomen y Clawdd sluttar söderut. Runt Tomen y Clawdd är det tätbefolkat, med 735 invånare per kvadratkilometer. Närmaste större samhälle är Cardiff, 13,5 km sydost om Tomen y Clawdd. Trakten runt Tomen y Clawdd består i huvudsak av gräsmarker.